# Peter Leibing
Peter Leibing, född 1941, död 2 november 2008, är en tysk fotograf känd för sitt porträtt från 1961 av den flyende östtyska gränsvakten Conrad Schumann som hoppar över det taggtrådsstängsel som satts upp under konstruktionen av Berlinmuren.
Leibing arbetade för den i Hamburg belägna bildbyrån Contiepress. Den 15 augusti 1961 hade han blivit tipsad av polisen att en östtysk gränsvakt kanske skulle komma att fly undan från Berlinmuren, som börjat byggas två dagar tidigare. Vid den tidpunkten under uppbyggnaden var Berlinmuren inte mer än ett lågt taggtrådsstängsel. Då folk på den västra sidan ropade Komm rüber! ("kom över") tog Leibing en bild av Schumann som hoppade över taggtrådsstängslet och genomförde sin flykt. Fotot blev en välkänd bild från Kalla kriget.